# Deutsches Netzwerk Versorgungsforschung
Das Deutsche Netzwerk Versorgungsforschung e. V. (DNVF) ist ein Netzwerk von wissenschaftlichen Fachgesellschaften, Institutionen und  Personen mit dem Anliegen der Erforschung der Gesundheits- und Krankenversorgung. Das DNVF wurde im Mai 2006 gegründet und als gemeinnütziger Verein eingetragen. Gründungsmitglieder waren 26 Fachgesellschaften. 2020 zählten 50 Fachgesellschaften, über 50 Fachgesellschaften und fast 250 Einzelpersonen zu seinen Mitgliedern.

## Wirken
Ziel des DNVF ist es, die an der Versorgungsforschung im Gesundheitswesen beteiligten Wissenschaftler zu vernetzen, Wissenschaft und Versorgungspraxis zusammenzuführen sowie die Versorgungsforschung insgesamt zu fördern. Darüber hinaus ist es dem DNVF ein Anliegen, den wissenschaftlichen Nachwuchs zu fördern.
Das Netzwerk veröffentlicht Stellungnahmen zu allen Aspekten der Versorgungsforschung (siehe unter Publikationen).
Das DNVF verleiht seit 2015 den Wilfried-Lorenz-Versorgungsforschungspreis. Der Preis dient der Weiterentwicklung der Versorgungsforschung in Deutschland und der Förderung des wissenschaftlichen Nachwuchses. Der Preis wird im Rahmen des Deutschen Kongresses für Versorgungsforschung (DKVF) in Erinnerung an das Ehrenmitglied des DNVF Wilfried Lorenz (1939–2014), verliehen und ist mit 2500 Euro dotiert.

## Veranstaltungen
Als Kernelement der Netzwerkarbeit sieht das DNVF den jährlich stattfindenden Deutschen Kongress für Versorgungsforschung (DKVF) an. Die Kongressreihe wurde im Jahr 2002 eröffnet. Seit 2013 wird das DNVF-Forum Versorgungsforschung als interdisziplinäre Diskussionsplattform durchgeführt. Mit der DNVF-Spring-School bietet das Netzwerk Trainingsseminare zur Versorgungsforschung an.

## Publikationsorgan
Die Zeitschrift Das Gesundheitswesen ist das wissenschaftliche Publikationsorgan der Gesellschaft.  

## Arbeits- und Fachgruppen
Die inhaltliche Arbeit des DNEbM erfolgt primär innerhalb der 22 themenspezifischen Arbeits- und Fachgruppen (Stand: Januar 2021), unter anderem zu dem Themen Bewegungsbezogene Versorgungsforschung, Digital Health, Gesundheitskompetenz, Gesundheitsökonomie, Methoden und Konzepte der Bedarfsplanung, Nachwuchsförderung, Organisationsbezogene Versorgungsforschung, Patient-Reported Outcome, Partizipative Versorgungsforschung, Qualitative Methoden, Qualitäts- und Patientensicherheitsforschung, Register, Theorien der Versorgungsforschung, Sekundärdaten.

## Vorsitzende
| Jahr      |                            |
| --------- | -------------------------- |
| 2022–     | Wolfgang Hoffmann          |
| 2018–2022 | Monika Klinkhammer-Schalke |
| 2012–2018 | Edmund A.M. Neugebauer     |
| 2006–2012 | Holger Pfaff               |

## Publikationen (Auswahl)
- DNVF Memorandum Gesundheitskompetenz, 2020[10]
- DNVF Memorandum Versorgungsforschung in der Onkologie, 2020[11]
- DNVF Memorandum Register für die Versorgungsforschung: Update 2019[12]
- DNVF Memorandum Health and Medical Apps, 2019[13]